# Francis Bebey
Pour les articles homonymes, voir Bebey.
Francis Bebey, né le 15 juillet 1929 dans le quartier d'Akwa à Douala (Cameroun) et mort le 28 mai 2001 à Paris (France), est un chanteur, musicien et écrivain camerounais. Il est le père, entre autres, de Kidi Bebey, journaliste et auteure. Ses parents lui donnent le nom « Bebey » qui signifie en langue Douala « les marées » ; chez les douala les marées symbolisent ce qui ne passe pas, ce qui est éternel.

## Biographie
Francis Bebey naît le 15 juillet 1929 d'une famille pauvre du quartier d'Akwa à Douala. 
Il est initié à la musique par son père qui est pasteur protestant et joue de l'harmonium et de l'accordéon. Il grandit donc au son de la musique classique occidentale (Bach, Haendel) tout en gardant une oreille attentive à l'écoute des musiques traditionnelles africaines. Il écoute ainsi, en cachette, Eya Mouessé, un voisin qui passe ses nuits à jouer de l'arc à bouche et de la harpe traditionnelle. Francis commence réellement la musique en jouant du banjo, dont le tout premier lui fut offert par son frère aîné Marcel, qui fut en réalité celui qui l'éleva. Il s'initie par la suite à la guitare en 1947.
Il fut tout d'abord journaliste et producteur à Radiodiffusion Outre-Mer en Afrique et en France à Radio France internationale (RFI), puis rattaché à l'UNESCO comme directeur du Programme de la Musique pour l'ensemble des États membres de l'organisation. Il écrit de nombreux ouvrages, dont le roman Le Fils d’Agatha Moundio qui lui valut le Grand prix littéraire d'Afrique noire en 1968.
En 1972, sort son premier album, Idiba. En 1974, il décide de se consacrer uniquement à la musique. Il se fait d'abord connaître avec des chansons humoristiques telles que Agatha, La Condition masculine, Divorce pygmée, Cousin Assini, et Si les Gaulois avaient su, avant de composer des pièces plus « sérieuses » et poétiques.  Bebey a été le premier musicien africain à ancrer sa musique avec des synthétiseurs, des claviers électriques et des boîtes à rythmes programmables, en les intégrant avec des instruments africains traditionnels (xylophone, arc à bouche, harpe traditionnelle, tambour, sanza, flûte pygmée, guitare, et percussions). En 1977 il obtient le Prix de la chanson française décerné par la Sacem.
Il se produit dans plus de 75 pays du monde, et dans des salles prestigieuses telles que la Maison de Radio-France à Paris, le Carnegie Hall à New York, la Radio Deutschland à Berlin, le Musée Munch à Oslo ou le Masonic Auditorium à San Francisco.
Il composera également la musique du long métrage Yaaba du réalisateur burkinabé Idrissa Ouedraogo, qui est primé au Festival de Cannes en 1989. Une critique du film de le Los Angeles Times a qualifié la musique de Yaaba comme « délicatement troublant" " tandis qu'une autre critique a observé « qu'une musique douce accompagne les intermèdes lorsque les plans larges captent la campagne. Un rythme plus rapide transmet le drame, comme dans le prélude à la bataille des garçons et pendant l'enterrement de Sana ». Il compose également le générique du film Sango Malo (1991) de Bassek Ba Kobhio.
Le 28 mai 2001, il meurt à Paris d'une attaque cardiaque.

## Citations
« L'Afrique d'aujourd'hui est au carrefour de plusieurs cultures. Nous, Africains d'aujourd'hui, nous le portons en nous. Nous sommes le dialogue Nord/Sud avant la lettre ! Qu'est-ce que tu veux ? Descartes, je connais. Mais Birago Diop aussi, et au-delà de Birago Diop, il y a de vieux proverbes que j'ai la chance de connaître très bien. Si je ne dis l'un sans dire l'autre, je n'ai donné qu'une partie de moi. »
« Je voulais à tout prix que les Noirs d'Afrique prennent conscience de leur musique et que les non-Africains sachent aussi que nous existons à partir de là. Si on ne connaît pas cette musique africaine, sa philosophie, son passé, son présent et son avenir sont compris dans ce qu'il exprime musicalement, musique d'écoute ou de danse. »

## Hommage
Francis Bebey a été honoré du Grand Prix de la Mémoire à l'édition 2013 des Grands prix des associations littéraires.

### Discographie
- Soirée hommage à Francis Bebey : spectacle enregistré au Théâtre de verdure le 5 juillet 2012 (avec Patrick Bebey, Pilooski, Viktor Kisswell, musiciens), musée du quai Branly, Paris, 2012, 1 h 14 min (CD).
- Francis Bebey, Psychedelic Sanza 1982-1984 (CD 11 titres, Born Bad Records).